# Ministerium für Universitäten und Forschung (Italien)
Das Ministerium für Universitäten und Forschung (italienisch Ministero dell’Università e della Ricerca, kurz MUR) ist eines der Ministerien der italienischen Regierung. Es hat seinen Sitz im römischen Stadtteil Trastevere. Im Lauf der Zeit wurde das Ministerium mehrmals vom Unterrichtsministerium abgespalten und wieder in dieses integriert. Amtierende Ministerin für Universitäten und Forschung ist Anna Maria Bernini.

## Aufgaben

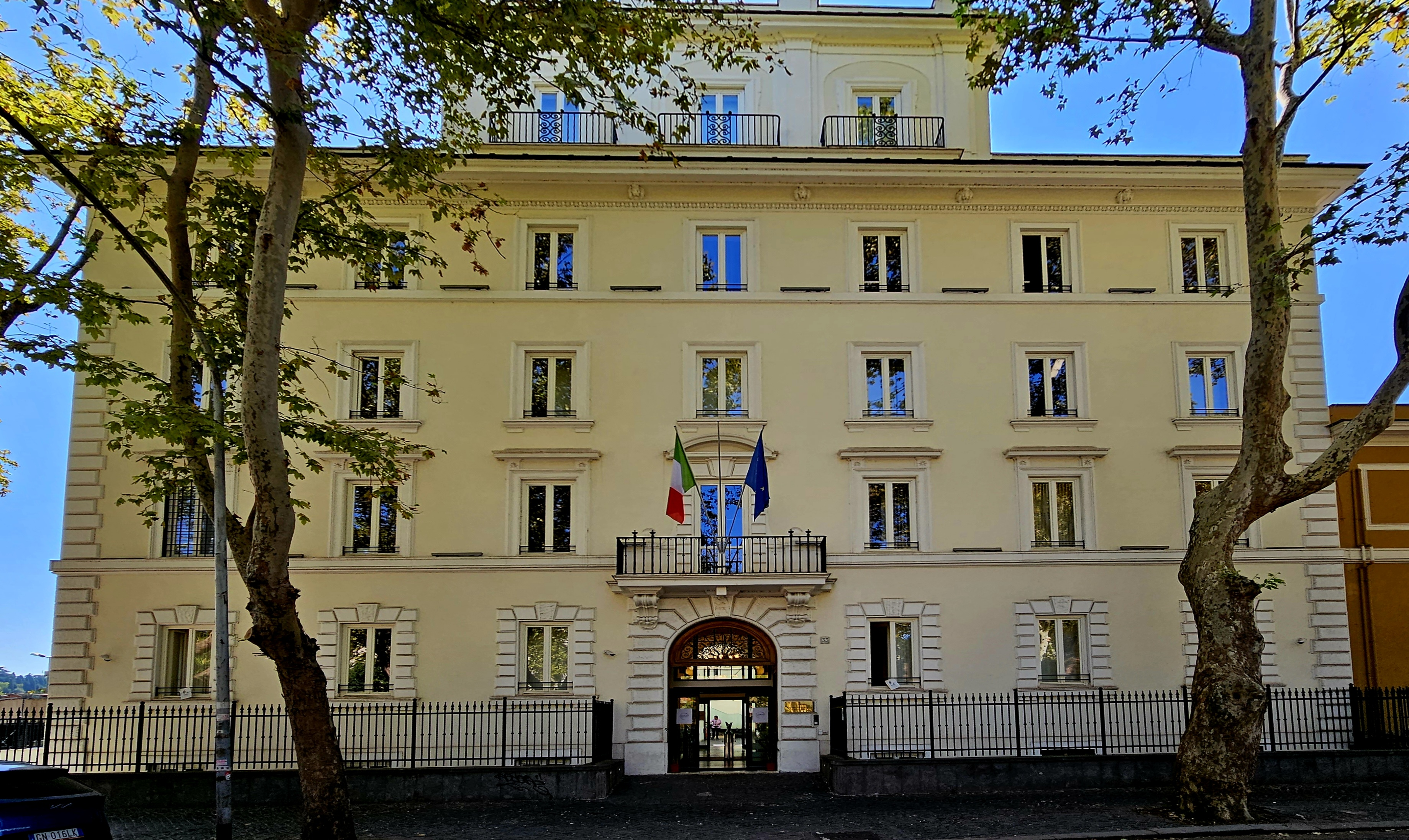
Hauptsitz des Ministeriums für Universität und Forschung, Rom

Das Ministerium ist für das Hochschulwesen in Italien zuständig. Es beaufsichtigt die (autonomen) staatlichen Universitäten und einige andere Hochschulen. Es koordiniert und fördert die Forschung und beaufsichtigt die staatlichen oder öffentlichen Forschungseinrichtungen.

## Organisation
Die politische Führung besteht aus dem Minister und einem Staatssekretär. Amtschef des Ministeriums und damit oberster Beamter ist der Generalsekretär. Administrativ unterstehen ihm die Abteilungsleiter („Generaldirektoren“) der derzeit (2021) fünf Abteilungen („Generaldirektionen“) des Ministeriums.
Das Ministerium beaufsichtigt unter anderem folgende Forschungseinrichtungen:
- Nationaler Forschungsrat CNR mit nachgeordneten Instituten
- Nationales Institut für Geophysik und Vulkanologie INGV
- Ozeanographisches und Geophysikalisches Institut OGS
- Nationales Institut für Nuklearphysik INFN
- Nationales Institut für Astrophysik INAF
- Italienische Weltraumagentur ASI
- Nationales Institut für metrologische Forschung INRiM
- Nationales Institut für höhere Mathematik INAM
- Italienisches Institut für Germanistische Studien IISG
- Zoologische Station Neapel

## Geschichte

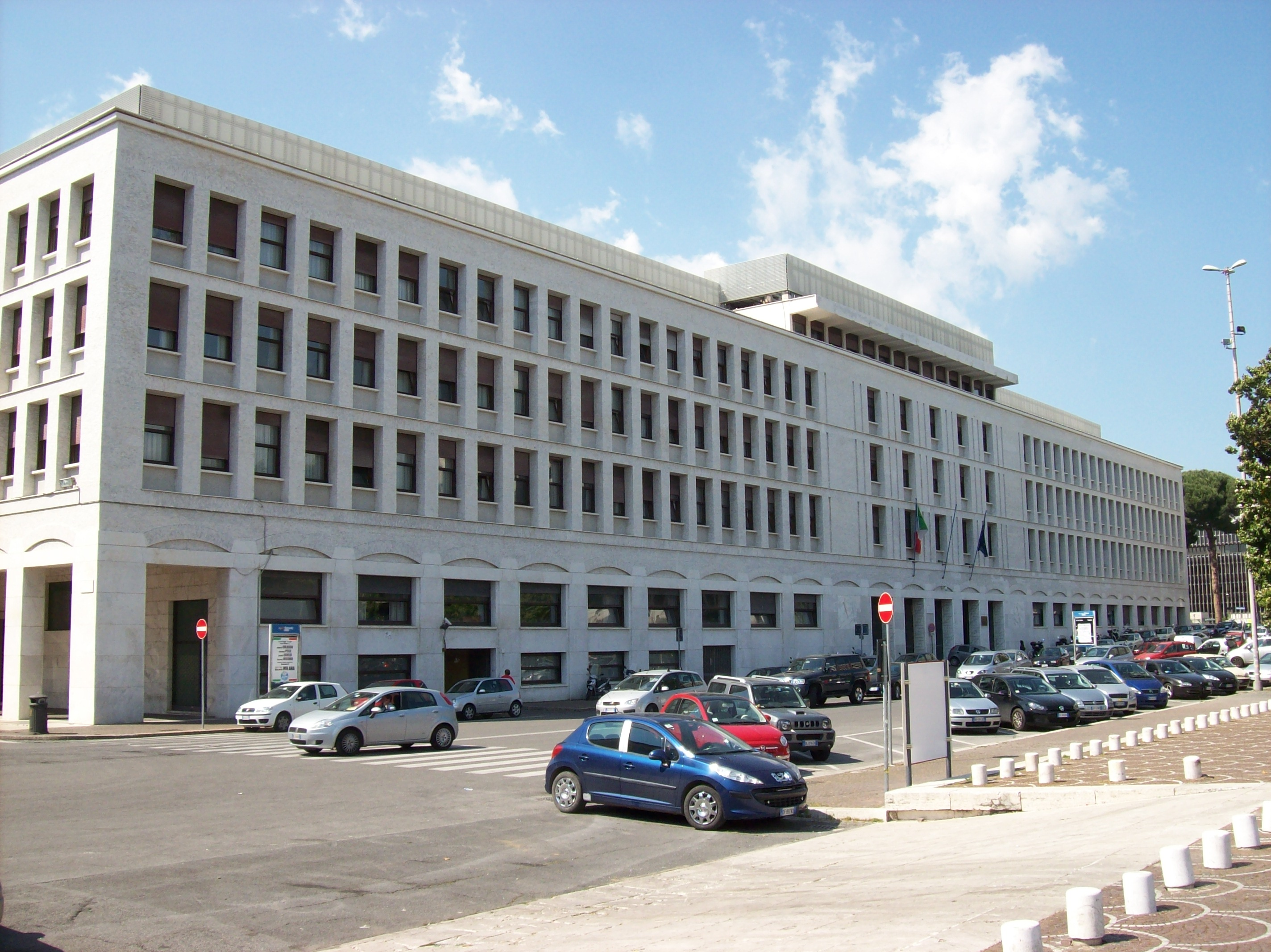
Ehemaliger Sitz des Ministeriums im Stadtteil EUR

Ein Minister ohne Geschäftsbereich für die Koordinierung der Initiativen der wissenschaftlichen Forschung und Technologie wurde erstmals im Jahr 1962 im Kabinett Fanfani IV ernannt. Mit dem Aufbau eines eigenen Ministeriums begann das Kabinett De Mita im Jahr 1989. Ab 1996 wurden im Kabinett Prodi I das Ministerium für öffentlichen Unterricht und das für Universitäten und Forschung in Personalunion geführt, womit auf deren Fusion hingewirkt werden sollte; die Rechtsgrundlagen dafür schuf man 1999, die tatsächliche Zusammenlegung erfolgte dann ab 2001 durch das Kabinett Berlusconi II. Im Kabinett Prodi II waren die beiden Ministerien von 2006 bis 2008 wieder getrennt, 2019 erfolgte im Kabinett Conte II deren erneute Aufspaltung. 